# 환승개집표기
환승개집표기 또는 환승게이트는 도시철도나 광역철도에서 승차권을 인식시켜 개표 또는 집표처리하는 AFC 장비인 개집표기를 개량하여 운영사가 다른 노선 상호간 별도요금 정산 및 통행을 할 수 있도록 하는 설비이다.

## 설치 구역

### 대한민국
수도권 전철은 노선마다 운영기관이 다양한데다 시내버스를 포함하여 통합 환승할인제도가 적용되고 있으므로, 도시철도 노선 간의 운임구역의 구분이 필요한 경우가 많다.
- 서울 지하철 9호선 김포공항역, 당산역, 여의도역, 노량진역, 동작역, 고속터미널역, 선정릉역, 종합운동장역, 석촌역, 올림픽공원역

통행 시 별도요금은 없다. 다만 인천국제공항철도 영종도 구간에서 승차한 승객은 별도요금이 지불된다. 노량진역의 경우 환승통로 건설이 지연되어 한동안 비운임구역을 통한 환승을 했었다.
- 인천국제공항철도 - 검암역, 계양역, 마곡나루역, 디지털미디어시티역, 홍대입구역, 공덕역, 서울역

개통 초기에는 독립체계로 환승개집표기를 통한 운임구역 통행이 아니라 비운임구역으로 나가서 새롭게 승차하는 식으로 운임을 따로 수취했었다. 차후 통합환승할인 운임체계에 참여하였고 9호선과의 연계를 추진하면서 환승게이트를 통한 환승이 가능해졌다. 통행 시 기본적으로 별도요금은 발생하지 않으나, 영종도 구간에서 승차한 승객은 별도요금 정산을 해야 한다. 다만, 김포공항역에는 특이하게 9호선과 운임구역을 공유하며, 5호선 환승시에는 9호선 환승개집표기를 찍어야 한다.
- 신분당선 - 신사역,논현역,신논현역,강남역, 양재역, 판교역, 정자역, 미금역

통행 시 별도요금은 0원 또는 1000원 또는 1300원(1300원은 정자역 환승게이트에서는 지불되지 않음)이 지불된다. 
0원 = 환승승차 또는 동일역 통행 시
1000원 = 강남역~정자역 구간 승차 후 타환승역 환승하차, 미금역~광교역 구간 승차 후 정자역 환승하차
1400원 = 미금역~광교역 구간 승차 후 강남역/양재역/판교역 환승하차, 강남역~판교역 구간 승차 후 미금역 환승하차
- 에버라인 - 기흥역

별도요금 200원. 기흥역만 통행 시 0원.
- 의정부경전철 - 회룡역

별도요금 300원. 회룡역만 통행 시 0원.
- 수도권 전철 경강선 - 이매역

통행 시 별도요금은 없다. 판교역에는 경강선의 환승게이트가 없다.
- 우이신설선 - 신설동역, 보문역, 성신여대입구역

통행 시 별도요금은 없다.

## 같이 보기
- 개집표기